# الرواد (برنامج)
الرواد هو برنامج تلفزيوني من تقديم أحمد مازن الشقيري، يُعرض في رمضان 1443 هـ على قناة إم بي سي، وكذلك على منصتي شاهد ويوتيوب. البرنامج يُسلّط الضوء على قطاع ريادة الأعمال.

## البث
يُعرض البرنامج بشكلٍ رئيسي على قناة إم بي سي، ثم تُعرض الحلقات على منصة شاهد المملوكة لإم بي سي. تُبث أيضًا الحلقات على قناة شركة آرام الإحسان للإنتاج الإعلامي على اليوتيوب، وهي الشركة التي يُشرف عليها الشقيري.

## وصلات خارجية
- برنامج الرواد على منصة شاهد.